# Jean-François Millet
Jean François Millet, född 4 oktober 1814 i Gruchy i Gréville-Hague i Manche, död 20 januari 1875 i Barbizon i Seine-et-Marne, var en fransk målare, etsare och tecknare.

## Biografi
Millet var en av flera konstnärer som samlades i byn Barbizon efter februarirevolutionen 1848 och han utgjorde en förgrundsgestalt i den så kallade Barbizonskolan. Han utvidgade det gamla landskapsmåleriet med att lägga till figurer. Han ville måla människorna som de var; målningarna framställde ofta arbetande bönder eller arbetare av olika slag. Orsaken till att han målade bönder var framför allt hans förakt för det moderna stadslivet. 
Med de berömda målningarna som Såningsmannen, Axplockerskor och Aftonringningen var Millet en av de första som tog upp kroppsarbetet som självständigt motiv i konsten. Han blev därmed en pionjär för 1800-talsrealismen och kom att bli av stor betydelse för bland annat Vincent van Gogh.

## Galleri

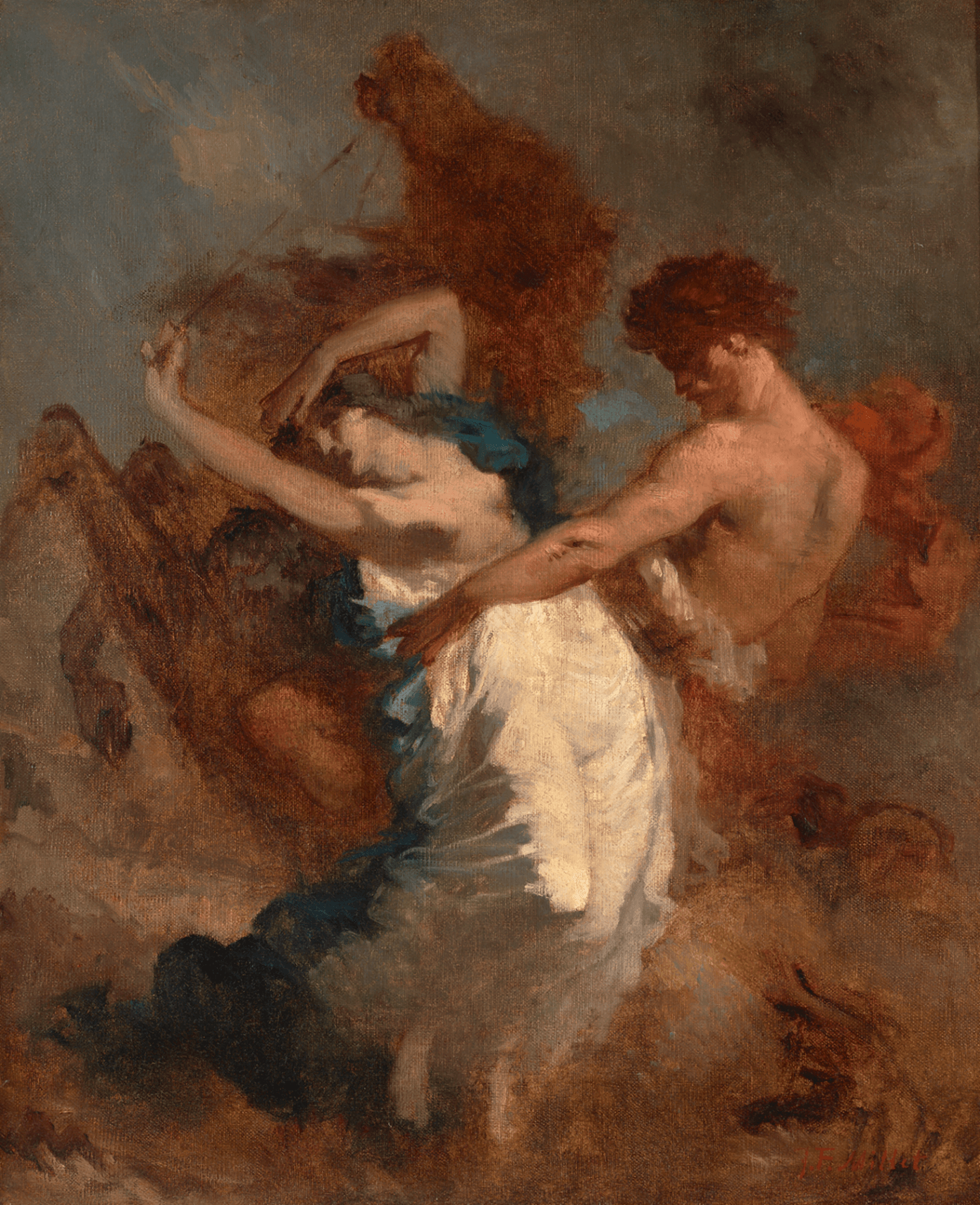
Sabinskornas bortförande (c:a 1844-47)
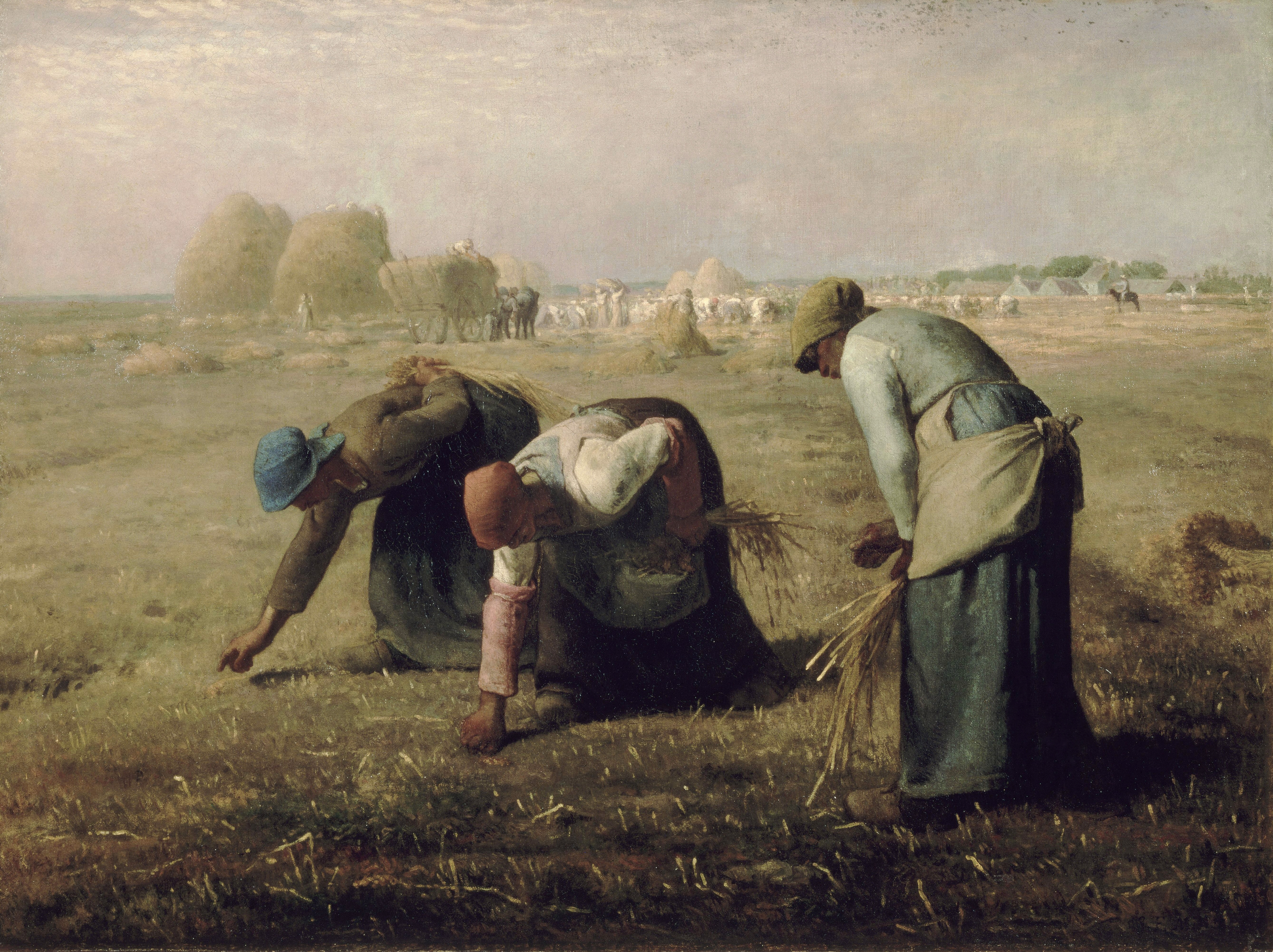
Axplockerskor (1857)
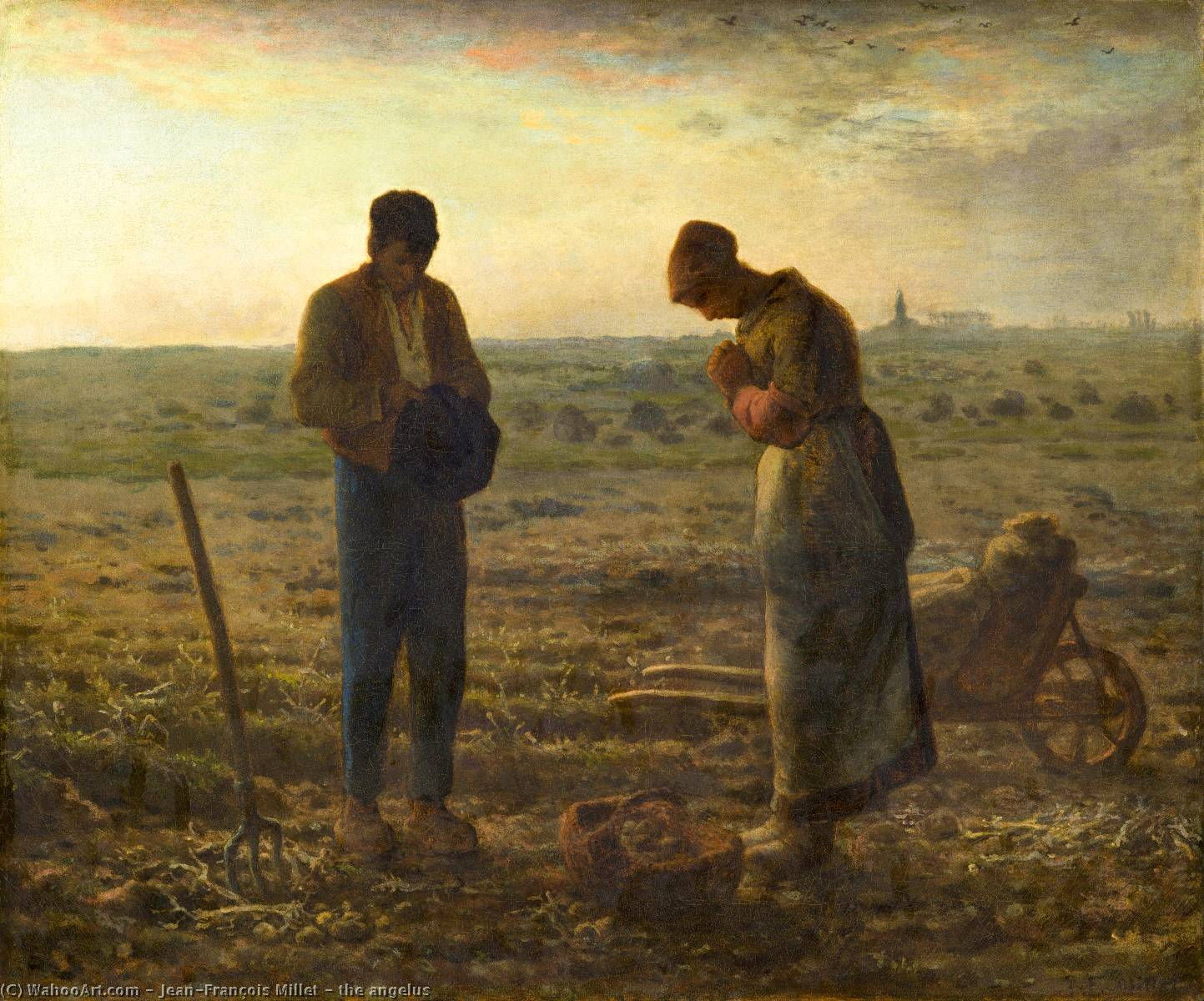
Aftonringningen (1857-1859)
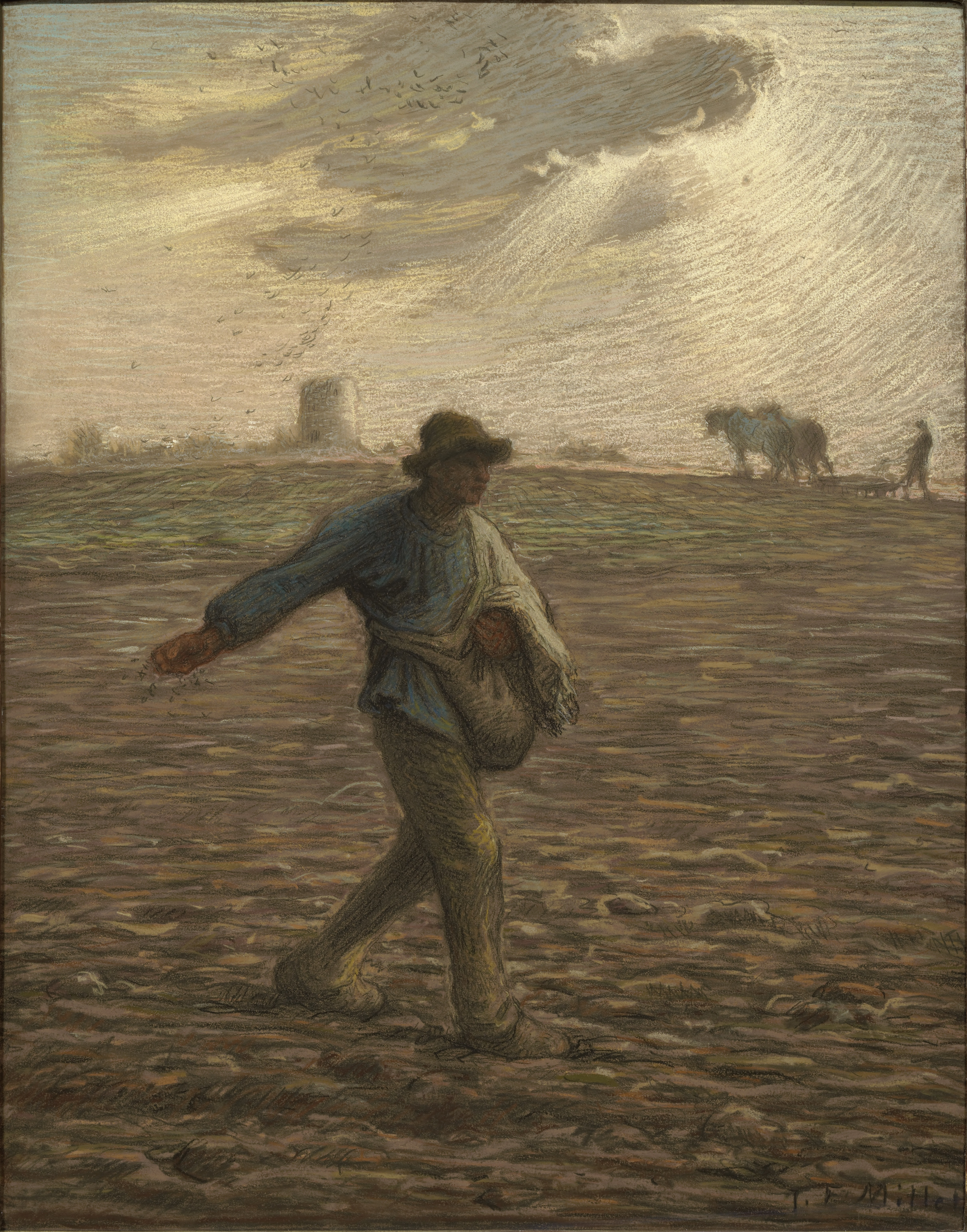
Såningsmannen (1865)
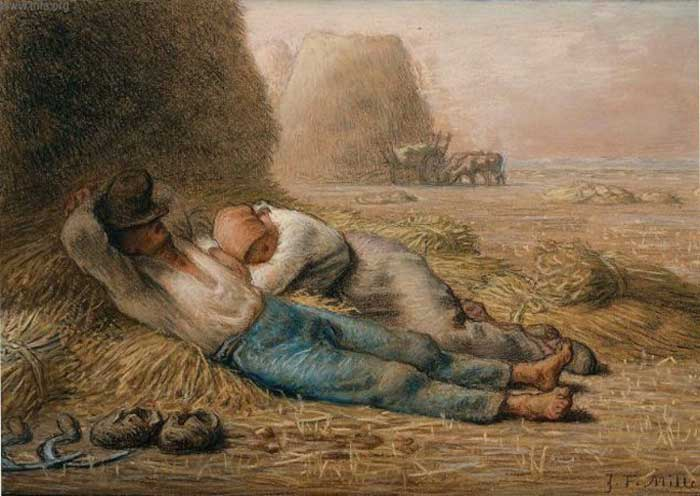
Middagsvila (1866)